# Citadelle de Damas
La citadelle de Damas est une place forte médiévale située à Damas, en Syrie. Elle fait partie de la vieille ville de Damas et est inscrite au patrimoine mondial de l'Humanité.
La fortification a été bâtie par le général d'origine turkmène Atsiz Ibn Abaq en 1076, cependant il est possible qu'une citadelle existait déjà dès l'époque hellénistique ou romaine mais on n'a pas de preuves archéologiques validant cette hypothèse. Après l’exécution d'Ibn Abaq, l'édifice fut achevé par le seljoukide Tutush Ier. Après lui, les émirs des dynasties bourides et zengides y ont ajouté de nouvelles structures. Durant cette période, la citadelle et la ville de Damas furent assiégées à plusieurs reprises par les Croisés mais aussi par des armées musulmanes. En 1174, le sultan ayyoubide Saladin prit possession de la citadelle, il y installa sa résidence et en modifia les défenses.
Le frère et successeur de Saladin, Al Adel entreprit de reconstruire complètement la citadelle entre 1203 et 1216 en réponse au développement du trébuchet à contrepoids comme engin de siège. À sa mort, des luttes de pouvoir opposèrent les princes ayyoubides rivaux, et bien que Damas changea souvent de maître, la citadelle ne fut prise par la force qu'une seule fois, en 1239. La forteresse demeura sous le contrôle des Ayyoubides jusqu'à l'arrivée des mongols et le général Kitbuqa qui captura Damas en 1260, et décida le démantèlement de la citadelle. À la suite de la défaite mongole la même année face aux Mamelouks, ces derniers ayant succédé à la dynastie ayyoubide en Égypte, Damas tomba sous le règne mamelouk. Sauf pour de courtes périodes en 1300 et surtout en 1401, quand les Mongols réussirent à prendre Damas, les Mamelouks gardèrent la citadelle jusqu'en 1516. Cette date marque la conquête de la Syrie par l'empire Ottoman. Damas tomba sans combats et à partir du XVIIe siècle la citadelle fonctionna comme un poste de cantonnement des janissaires - unités d'élite de l'infanterie ottomane. La citadelle perdra de son importance au XIXe siècle, et sa dernière utilisation militaire date de 1925 quand l'artillerie française bombarda la vieille ville à partir de la place forte pour réprimer les troubles survenus lors de la Grande Révolte syrienne contre le régime du Mandat français en Syrie. La citadelle continua de servir de garnison et de prison jusqu'en 1986, quand des fouilles et des restaurations commencèrent. En 2011, les recherches archéologiques sont toujours en cours.
La citadelle est située dans le coin nord-ouest des murailles, entre Bab al-Faradis et Bab al-Jabiyah. L'édifice a une forme plus ou moins rectangulaire protégé par des tours reliées par des courtines et renfermant une superficie de 230 mètres de long sur 150 mètres de large. La fortification était protégée à l'origine par 14 tours massives dont il ne reste que 12. La citadelle a des portails sur les façades Nord, Est et Ouest. Ce monument remonte pour l'essentiel à l'époque ayyoubide, mais certaines structures plus anciennes datent de la période seljoukide. Des travaux de réparation ou de reconstruction dues aux sièges et aux tremblements de terre ont été conduits par les Mamelouks et les Ottomans.

## Histoire

### L'ancienne citadelle

#### Construction de la citadelle
En 1076, Damas est conquise par le général turkmène Afsiz Ibn Abaq, il se proclame souverain et entreprend la construction de la citadelle. Il tente d'envahir l'Égypte fatimide en 1077 mais il échoue. À la suite de leur victoire sur Ibn Abaq, les Fatimides décident la même année de mettre le siège devant Damas et encore en 1078 mais ne parviennent pas à reprendre la ville. Le second siège fut levé par Tutush, frère du sultan seljoukide Malik Shah, auquel Ibn Abaq avait eu recours contre les Fatimides. Après la fin du siège, Tutush Ier prend le contrôle de la cité et, ne faisant pas confiance à Afsiz, il le fait assassiner. La construction de la citadelle est achevée par Tutush,.

#### Seljoukides et Zengides
Après le décès de Tutush en 1095, la Syrie est divisée entre ses fils Abu Nasr Shams al-Muluk Duqaq et Fakhr al-Mulk Radwan. Duqaq prend le contrôle de Damas alors que Radwan s'établit à Alep. Durant le règne de Duqaq (1095-1104), de nouveaux travaux sont menés à la citadelle. En 1096, Radwan assiège la citadelle mais ne réussit pas à la prendre,.
Pendant la période de la dynastie bouride (1104-1154), des aménagements sont apportés à la citadelle en réponse aux attaques multiples des armées franques puis musulmanes sur Damas. Ainsi en 1126, les Croisés se sont approchés de Damas, mais leur avance est stoppée à 30 km de la cité. Dans une seconde tentative en 1129, les Croisés parviennent à environ 10 km de Damas avant d'avoir à rebrousser chemin.
Zengi, l'atabeg (gouverneur) d'Alep et de Mossoul, attaque Damas à deux reprises, en 1135 et 1140. Cette deuxième attaque de Zengi échoue à cause de l'alliance formée entre l’émir de Damas et les états latins plus au sud ce qui permet à ceux-ci d'empêcher la formation d'une grande coalition musulmane contre eux. Néanmoins, les Croisés de la seconde Croisade décident d'attaquer Damas à nouveau en 1148. Le siège de la ville se termine par l'intervention des armées de Nur ad-Din, fils de Zengi et souverain d'Alep, en menaçant les croisés et les forçant à se retirer de Syrie. Cependant, Nur ad-Din ne s'empare pas de Damas facilement, mais seulement après plusieurs attaques en 1150 et 1151 avant d'y entrer victorieux en 1154. La citadelle ne s'est rendue à Nur ad-Din qu'après avoir obtenu de celui-ci les garanties d’épargner Mujir ad-Din Abaq, le dernier roi Bouride, et lui permettre d'atteindre et de gouverner la ville de Homs,.
Nur ad-Din règne comme émir zengide de Damas de 1154 jusqu'à sa mort en 1174. Il installe sa résidence dans la citadelle et entreprend de restaurer ou parfois de reconstruire les parties habitables. Damas est frappée par un tremblement de terre en 1170, ce qui pousse Nur ad-Din à bâtir une maison en bois pour la prière et pour dormir adjacente à la construction originale en pierre. En plus, il fait construire une mosquée et une fontaine à l'intérieur de la citadelle. Entre 1165 et 1174, Nur ad-Din renforce la défense de Damas en ajoutant un mur concentrique autour des murailles. Nur ad-Din meurt le 15 mai 1174 pendant qu'il réside à la citadelle où il est enterré. Son corps sera plus tard transféré au mausolée de la madrassah de Nur ad-Din à Damas.

#### Du règne de Saladin à celui d'Al-Adel
Juste après le décès de Nur ad-Din en 1174, Saladin, le sultan Ayyubide d'Égypte, prend le contrôle de Damas. Cette année, Saladin embarqua d'Égypte traversant les états latins d'Orient jusqu'à Damas avec seulement 700 fantassins.
La cité s'est rendue à Saladin sans combat, seule la citadelle résista jusqu'en novembre. Saladin renforce la citadelle en y ajoutant une tour, il rénove aussi les appartements résidentiels. Comme son prédécesseur, il est initialement enterré à la citadelle où il meurt de maladie le 4 mars 1193, puis sa dépouille est transférée plus tard dans un mausolée proche de la mosquée des Omeyyades à Damas.
À la mort de Saladin (ou Salaheddine), ses fils s'établissent en Égypte, à Alep, à Damas et en Irak, rivalisant entre eux pour la succession de leur père. Al-Afdal, fils aîné de Saladin et émir de Damas, est reconnu au début par ses frères comme le souverain légitime de l'empire ayyoubide. Cependant, dès 1194, une hostilité grandissante s'installe entre lui et Al-Aziz Uthman (appelé aussi Al Malik al-Aziz), frère cadet et sultan d'Égypte. En 1196, Al-Aziz et son oncle Al-Adel s'emparent de Damas, sauf la citadelle où Al-Afdal se réfugie. Après négociation, Al-Afdal se rend et remet ses titres à Al-Aziz et il est exilé à Salkhad, dans les montagnes du Hauran. Al-Adel reconnaissant la souveraineté d'Al-Aziz, devient l'émir de Damas.
À la mort d'Al-Aziz en 1198, ses deux frères, Al-Afdal qui est rappelé au Caire et Zahir Ghazi à Alep, font alliance contre leur oncle et tentent d'assiéger Damas en 1201, mais sans succès. Al-Adel réussi à négocier la paix avec Al-Afdal et Zahir Ghazi, lesquels le reconnaîtront comme sultan d'Égypte et émir de Damas.

### La nouvelle citadelle

#### Des constructions d'Al-Adel à l'arrivée des Mongols
Après avoir affermi sa position de souverain d'Égypte et émir de Damas, Al Adel se lance dans un programme d'intenses travaux de reconstruction de la citadelle. Entre 1203 et 1216, les anciennes fortifications sont rasées et un plus grand château est construit, y incorporant une partie de la citadelle seldjoukide.
Il impose aux autres princes ayyoubides de financer la construction d'au moins une des larges tours de la citadelle. Plusieurs des successeurs d'Al-Adel refont les structures administratives et résidentielles à l'intérieur de la citadelle, y compris les appartements, les palais et une piscine. As-Salih Ayyoub sera le seul à modifier aussi le système défensif.
Il y a de nombreuses raisons possibles à la complète reconstruction de la citadelle par Al-Adel. Parmi celles-ci, le fait que la citadelle aurait pu être endommagée par les séismes de 1200 et 1201 et la menace représentée par les autres princes ayyoubides sur Damas,. La motivation la plus probable reste cependant le fait que les défenses de l'ancienne fortifications soient devenus obsolètes à cause de l'introduction au XIIe siècle du trébuchet, un engin de siège redoutable capable de réduire en morceaux de larges murs de pierres,.
Al Adel introduit un nombre important de changements à la nouvelle citadelle, notamment sur le plan du système défensif. Il construit des murs plus élevés et plus épais, une large douve entourant la citadelle, et de nombreuses hautes tours massives et rapprochées. Contrairement aux anciennes tours circulaires, celles-ci étaient de forme carré. Les tours disposaient d'une plateforme sur laquelle on pouvait installer un trébuchet. Grâce à leur position surélevée, ces trébuchets pouvaient surpasser l'artillerie ennemie les empêchant ainsi d'endommager les murs.
Après le décès d'Al-Adel en 1218, d'intenses luttes pour le pouvoir s'engagent entre les prétendants parmi ses fils mais aussi avec d'autres princes ayyoubides. Entre 1229 et 1246, Damas change fréquemment de souverain et sera attaquée à cinq reprises par des armées ayyoubides. Durant cette période, la citadelle ne tombe qu'une seule fois par la force aux mains de l'ennemi - par une brèche ouverte sur l'un de ses murs - en 1239. Ceci s'est produit à cause d'une réduction du nombre de soldats de la garnison à un effectif trop faible pour assurer la défense d'une fortification de cette taille. Après le meurtre en 1250 d'al-Mu`azzam Turan Chah, dernier sultan ayyoubide d'Égypte, Damas est prise par le gouverneur ayyoubide d'Alep, An-Nassir Youssef. Celui-ci contrôlait la majeure partie de la Syrie jusqu'à l'arrivée des Mongols.
Au moment où les Mongols envahissent la Syrie et menacent Damas après avoir conquis Alep en 1260, An-Nassir s'enfuit de Damas, laissant la ville presque sans défenses. Les notables de Damas décident alors d'entreprendre des négociations avec le chef mongol Hulagu Khan, et la ville est remise peu après à son lieutenant Kitbuga. Cependant, la garnison ayyoubide de la citadelle se révolta, suivant les instructions d'an-Nassir. En réponse, les Mongols assiègent la citadelle qui se rend après de lourds bombardements et sans espoir d'être secourus par an-Nassir. En conséquence, les défenses de la citadelle sont largement démantelées.

#### La période mamelouke
Le nouveau souverain mamelouk d'Égypte, Qutuz, arrête l'avancée des Mongols par sa victoire à la bataille d'Ain Jalut en 1260. Damas passe alors sous le contrôle des mamelouks. La même année, Qutuz est assassiné par son général en chef Baibars, qui lui succède comme sultan d'Égypte (1260-1277). Durant le règne de Baibars, la citadelle est reconstruite et la façade Nord du mur est déplacée de 10 mètres vers le nord. De nouveaux travaux sont effectués durant le règne des sultans Qala'ûn (1279-1290) et Al-Ashraf Khalil. ce dernier construit le Dôme Bleu à l'intérieur de la citadelle. C'était le premier dôme en Syrie à être décoré par des tuiles colorées, une technique importée d'Iran. Les Mongols reprennent Damas en 1300 après leur victoire sur les mamelouks à la bataille de wadi al-Khazandar. Sauf pour la citadelle, assiégée par les Mongols, ceux-ci installent un trébuchet dans la cour de la mosquée des Omeyyades, mais doivent se retirer sans réussir à prendre la citadelle. Durant les décennies suivantes, les dommages causés à la citadelle sont réparés, surtout sur la façade orientale. La mosquée est reconstruite et élargie. Les tours sont réparées, et le Dôme Bleu est recouvert de plaques de plomb à la place des tuiles qui ont été détruites lors du siège.
Les dernières décennies du XIVe siècle sont le témoin d'une guerre civile qui opposera différentes factions au sein de l'empire mamelouk: le sultan Barquq, établissant la dynastie burjite au Caire, doit faire face à l'opposition de Saif al-din Yalbugha, gouverneur d'Alep, et Mintash, gouverneur de Malatya. Damas et sa citadelle sont assiégées à de nombreuses reprises durant cette période. Au cours de ces affrontements, les deux bords font usage de tours de siège, de trébuchets, de canons et de fusées. Après le revirement de Yalbugha qui s'allie à Barquq, Mintash sera vaincu et tué en 1393, laissant Damas sous le contrôle de Barquq. Entretemps, une conspiration des zahirites contre le sultan Barquq est découverte à la citadelle.

#### Le siège de Damas par Tamerlan et ses conséquences
En 1400, l'armée mongole de Tamerlan fait irruption en Syrie et parvient jusqu'à Damas après avoir dévasté Alep, Homs et Baalbek. une armée du sultan mamelouk d'Égypte Faraj ibn Barquq échoue à lever le siège. Peu après, en 1401, la ville se rend à Timur, sauf pour la citadelle qui résiste. Des tours avec des trébuchets sont installées autour de la citadelle. La garnison s'est rendue quand la tour nord-ouest fut détruite par des explosifs. Les défenseurs sont massacrés et un lourd tribut est réclamé aux habitants de Damas, lesquels ne parviendront pas à remettre la somme exigée. La cité est alors mise à sac et la mosquée des Omeyyades est incendiée.
les dommages causés à la citadelle, surtout sur les murs des façades au nord et à l'ouest, ne sont réparés qu'à partir de 1407. En 1414, le gouverneur de Damas Nawruz al-Hafizi trouva refuge dans la citadelle contre l'armée du sultan Al Muayyad Chaykh. La citadelle est alors bombardée par des trébuchets et des canons. En 1461, la tour sud-ouest s'effondre par le feu quand celle-ci est utilisée pour projeter des objets incendiaires contre le gouverneur rebelle de Damas afin de forcer ce dernier à quitter la cité. Cette tour et quatre autres sont reconstruites vers la fin du XVe siècle ou le début du XVIe siècle, indiquant par là que les réparations de 1407 ont été réalisées à la hâte.

#### La période Ottomane
Après la défaite mamelouke face à l'armée ottomane du sultan Sélim Ier à la bataille de Marj Dabiq en 1516, Damas et sa citadelle se rendent pacifiquement aux Ottomans. Damas fut confiée à Janberdi al-Ghazali, un Mamelouk qui s'est soumis à Selim Ier. Quand celui-ci meurt en 1520, al-Ghazali se révolte et prend la citadelle. Il marche sur Alep pour étendre son royaume, mais doit se retirer et il est battu et tué aux environs de Damas en 1521. Damas est reprise par les Ottomans. À partir de 1658, les Janissaires contrôlent la citadelle. En 1738 et en 1746, ils étaient en conflit avec les gouverneurs de Damas; les Janissaires perdant temporairement le contrôle de la citadelle en 1746. La porte Nord de la citadelle c'est effondrée en 1752, et subit des dégâts importants dus à un séisme en 1759. Selon des témoins de l'époque, les murs des façades Ouest et Sud se sont effondrés, mais ils ont vite été reconstruits en 1761.
Ali Bey, gouverneur d'Égypte, défia la suprématie ottomane, et envahit la Syrie en 1771. La ville de Damas s'est rendue pacifiquement, mais pas la citadelle. Ali Bey du se replier peu de temps après un siège de courte durée. Deux autres sièges eurent lieu en 1787 et 1812, les deux réussirent et les deux initiés en réponse à une rébellion de la garnison de la citadelle contre le gouverneur de Damas. Le dernier siège de la citadelle eut lieu en 1831. Cette année-là, les habitants de Damas et la garnison locale des Janissaires se révoltent contre le gouverneur Mehmed Selim Pasha, qui se réfugia dans la citadelle. Après 40 jours de siège, ce dernier céda à une promesse de sauf conduit, mais il fut assassiné avant de pouvoir quitter la ville. En 1860, de nombreux chrétiens, fuyant le conflit entre druzes et maronites au Liban, trouvent refuge à Damas, résultant dans des tensions avec la population musulmane. Un massacre de la population chrétienne se produisit, nombre d'entre eux se réfugièrent dans la citadelle puis réussirent à fuir Damas grâce à l'aide de l'émir Abdelkader, notable algérien exilé en Syrie.
Les descriptions et les photographies de la citadelle effectuées au XIXe siècle, par les Européens de passage à Damas, témoignent du bon état relatif des défenses de la citadelle jusqu'en 1895, alors que les structures à l'intérieur des remparts étaient réduites à l'état de ruines. En 1895, des dégâts substantiels ont été causés à la citadelle puisqu'on en a prélevé des pierres pour construire des baraquements militaires.

#### La Grande Guerre et la période du Mandat français
Lors de la dernière année de la campagne de Palestine pendant la Première Guerre mondiale (1914-1918), quand les armées britanniques et arabes marchèrent sur Damas, l'autorité civile ottomane abandonna la ville aux mains d'un comité de civils damascènes. Le nouveau gouverneur militaire ottoman libéra 4000 prisonniers de la citadelle, qui commencèrent à piller et tuer les soldats ottomans blessés ou malades qui n'avaient pu quitter la cité. Ces troubles ne cessèrent qu'avec l'entrée à Damas des troupes de la cavalerie légère australienne le 1er octobre 1918.
Les forces françaises occupèrent la citadelle durant la période du Mandat de la France pour la Syrie (1920-1946). Lors de la Grande révolte syrienne de 1925, les français bombardèrent un ancien quartier dit 'Al Hariqa', une zone située juste au sud de la citadelle -où étaient supposés se trouver les rebelles- à partir de positions sur les collines au nord de Damas et même à partir de la citadelle. Ce bombardement causa des dégâts étendus. Après la période du Mandat, la citadelle continua de servir de caserne et de prison jusqu'en 1986.

#### Restauration et fouilles archéologiques
L'ancienne ville de Damas, y compris la citadelle, a été enregistrée en 1979 sur la liste des sites du patrimoine mondial de l'UNESCO. Depuis 1986, des travaux de restauration ont été entrepris par différentes équipes syriennes et par des missions étrangères dans l'objectif d'ouvrir la citadelle au public. Jusqu'en 1999, les travaux étaient conduits par la Direction Générale des Antiquités et des Musées de Syrie (DGAM). En 1999, une mission commune franco-syrienne est instituée sous la supervision conjointe du DGAM et de l'Institut français du Proche-Orient (Ifpo) dirigée principalement par Sophie Berthier et Edmond Al-Ejji. Entre 2000 et 2006, cette mission a mené des recherches archéologiques approfondies dans la citadelle, notamment en histoire de l'art, en plus de travaux de restauration complémentaires. Cette mission s'est conclue par une réception le 1er juillet 2006 à laquelle le président Assad a assisté.
Ces recherches ont profondément renouvelé la vision de l’évolution de la forteresse, résidence princière et centre de pouvoir. La chronologie des phases de construction a ainsi pu être précisée. De plus, de nombreuses pièces exceptionnelles ont été découvertes telles que des pièces de vêtements, des sacoches en cuir et divers armements.
En 2004, un accord a été signé entre le DGAM et la Direction générale italienne de Coopération et de Développement pour une mission conjointe de rénovation et de réorganisation de la citadelle et du Musée National de Damas. Beaucoup d'attention a été accordée aux structures fragiles ou endommagées de l'édifice. Les travaux de cette mission ont débuté en 2007. L'ambition de ce projet italo-syrien était de rendre la citadelle, après la fin des travaux, adaptée à une utilisation événementielle et pour des activités culturelles ou sociales.

## Architecture

### Emplacement et disposition de la citadelle
La citadelle est située dans le coin nord-ouest de la vieille ville de Damas, entre Bab al-Faradis et Bab al-Jabiyya.
Alors que la plupart des forteresses arabes médiévales sont situées sur des collines en hauteur, la citadelle de Damas a été construite sur un terrain plat au même niveau que le reste de la ville, une caractéristique qu'elle partage avec la citadelle de Bosra. La citadelle est placée de façon à pouvoir contrôler la rivière Barada qui coule au Nord des murailles. La rivière servait aussi d'obstacle naturel en cas d'attaque ennemie par la Nord. The Nahr Aqrabani, un canal affluent du Barada, coulait juste en dessous du mur Nord et offrait ainsi une protection supplémentaire. Les fosses sèches des autres façades de la citadelle pouvaient être remplies à partir de ces cours d'eau. Un autre affluent du Barada, le Nahr Banyas, entrait dans la ville en passant en dessous de la citadelle. Les structures hydrauliques permettant de contrôler les flux d'eau entrants à Damas, à partir de la citadelle, étaient probablement construites par al-Adel. La citadelle était pleinement intégrée dans le système défensif de Damas, avec les murailles de la ville entourant les coins sud-ouest et nord-est de la citadelle.
La citadelle érigée sous le règne seldjoukide occupait un espace mesurant 27,300 m2 (210 m sur 130 m). Une partie des murs seldjoukides ont été intégrés lors des travaux de reconstruction menés par Al-Adel. Ainsi, un deuxième arc défensif était disponible, puisque les murs d'al-Adel renfermaient une aire légèrement plus grande. La citadelle ayyoubide constitue un rectangle irrégulier mesurant environ 37 500 m2 (230 m sur 150 m). Les murs extérieurs, construits par al-Adel, avaient trois portes et étaient protégés à l'origine par 14 tours, dont seulement 12 subsistent aujourd'hui. Sauf pour la partie occidentale des murailles, le système défensif de la citadelle encore debout est principalement l’œuvre des Ayyoubides, avec des restaurations importantes conduites par les Mamelouks. Le tissu urbain de Damas a partiellement obscurci la vue des murs d'enceinte, ayant empiété sur le terrain de la citadelle durant les 19e et 20e siècles. Les échoppes situées le long du quartier Nord du souk d'al-Hamidiyya sont construites sur la façade méridionale de la citadelle, alors qu'une partie des défenses orientales est également cachée par des immeubles. Les constructions qui existaient en face des murs à l'Ouest et au Nord de la citadelle ont été rasées dans les années 1980,.
Les murailles de la citadelle, ainsi que les tours, sont construites de roches de carbonate et de basalte prélevées dans les environs de Damas.

### Les tours
De nos jours, la citadelle possède 12 tours. Il y en a une sur chaque coin, trois intermédiaires sur les murs Nord et Sud, et deux face à l'Est. À l'origine, la citadelle avait deux tours supplémentaires sur le mur occidental, comme le mentionnaient les voyageurs européens jusqu'à 1759. Le séisme qui a frappé Damas cette année-là a provoqué l'effondrement des murs de défense de la façade Ouest, dont les tours occidentales qui n'ont pas été reconstruites depuis.

### Murs d'enceinte
Les murs d'enceinte (ou murailles) de la citadelle font la jonction des tours entre elles. Lors de la conception de la citadelle, comme l'emphase fut mise sur des tours massives, les murs d'enceinte sont relativement courts. Ils varient entre 10 mètres de longueur pour le mur joignant les deux tours centrales de la façade Est, à 43 mètres pour le mur faisant la connexion entre la tour Nord-Ouest à la tour voisine à l'Est de celle-ci. Là où les murs conservent leur hauteur originelle, ils mesurent 11,5 mètres, alors que leur épaisseur peut varier entre 3,65 et 4,90 mètres. À l'intérieur des murs couraient des galeries voûtées permettant un accès rapide aux différentes parties de la citadelle. Ces galeries avaient des petites ouvertures à partir desquelles un ennemi pouvait être atteint par des flèches. Les tours étaient liées entre elles par un passage protégé par le mur crénelé.

### Portes
Les trois portes de la citadelle sont situées au Nord, à l'Est et à l'Ouest de celle-ci. Les deux premières sont l’œuvre d'al-Adel, cependant la porte Nord a été réparée pendant la période mamelouke, alors que la porte occidentale actuelle est plus récente. La porte septentrionale était principalement réservée aux militaires, alors que la porte orientale avait un usage civil. Durant la période mamelouke, cette dernière porte était l'un des deux endroits, l'autre étant la mosquée des Omeyyades, d’où étaient expédiés les décrets officiels, ceci s'est traduit par les nombreuses inscriptions qu'on y trouve.
La porte Nord, dite bab al-Hadid (porte de Fer) était bâtie avec un souci d'efficacité militaire. À l'origine, cela consistait en deux entrées archées de part et d'autre d'une tour située au milieu de la muraille Nord. Ces deux entrées conduisaient à une sorte de salle voutée et de là à un long passage couvert menant à la cour. Cet ensemble complexe de portails incluait les structures des portes antérieures de l'ancienne citadelle seldjoukide. En se basant sur les éléments de style et sur les inscriptions trouvées dans la citadelle, on peut estimer la construction de la porte ayyoubide à une période entre 1210 et 1212. Les structures des portails Nord et Est étaient connectées via un long passage voûté de 68 mètres qui peut également être attribué à al-Adel,.
La porte orientale, construite entre 1213 et 1215, est la seule qui donne sur la partie intra-muros de la vieille ville de Damas. Cette porte est située dans une des tours carrées de la citadelle et protégée par une autre tour juste au sud de la première. Derrière cette porte se trouve un hall carré avec quatre colonnes supportant un dôme central dont l'architecture est inhabituelle. Une ancienne tour-portail de la citadelle seldjoukide y est incorporée. Cette porte ne possède pas de structures défensives comme des meurtrières, par contre elle est plus décorée que la porte Nord, ce qui doit être en relation avec le fait que cette porte fait face à la ville. La porte est décorée par de superbes muqarnas la surplombant mais qui sont maintenant cachés par la porte externe qui est actuellement fermée,,.
La porte occidentale était initialement protégée par deux tours qui ont été probablement construites à l'époque du règne de Baibars. Après le séisme de 1759, causant l'effondrement des défenses occidentales de la citadelle, ces deux tours n'avaient pas été reconstruites. Contrairement aux deux autres portes, celle-ci possède un passage direct vers l'intérieur de la citadelle.

### Le bâtiment du coin sud-ouest
Dans le coin Sud-Ouest de la cour, un bâtiment de deux étages a été érigé le long de la muraille Sud, mesurant 90 x 10 m2 et une hauteur de 16 m. La date de ce bâtiment a longtemps été incertaine, mais en se basant sur les analyses archéologiques et architecturales conduites entre 2002 et 2006, il a été démontré qu'il est antérieur aux renforcements de la citadelle sous al-Adel et c'était sans doute un supplément aux défenses de la citadelle seldjoukide. La fonction de ce bâtiment après son incorporation aux nouvelles murailles d'al-Adel, c'est-à-dire après avoir perdu son rôle défensif, demeure incertaine puisque les fouilles archéologiques n'ont révélé aucun matériel in situ à partir duquel l'utilisation du bâtiment pouvait être établie.